# Vor- und Frühgeschichte auf Sylt

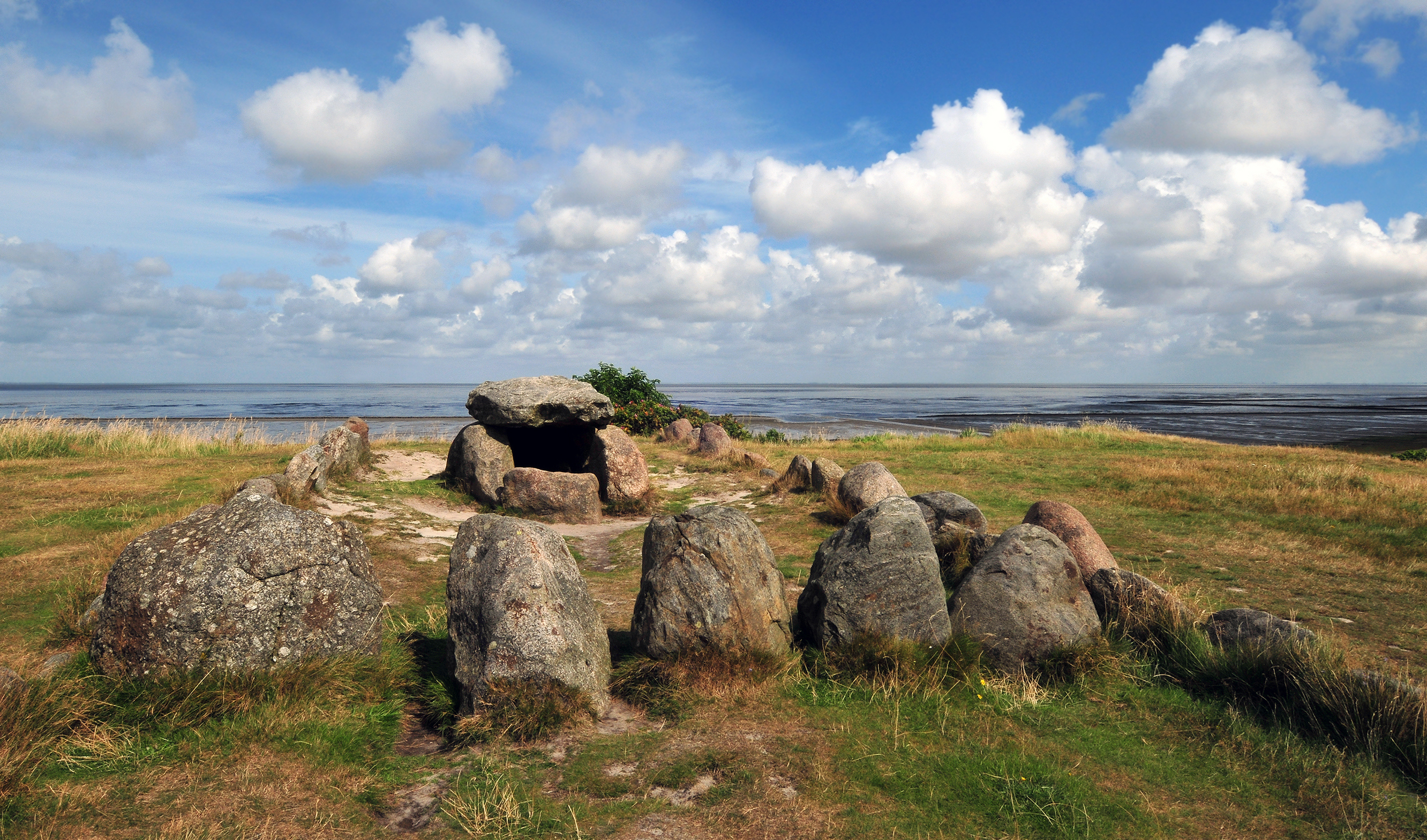
Megalithanlage Harhoog in Keitum auf Sylt

In der Vor- und Frühgeschichte war Sylt wie kaum ein Gebiet in Deutschland derart von Grabhügeln und Megalithgräbern (Großsteingräber) geprägt. Die Grabhügel aus dem Neolithikum (Jungsteinzeit), der Bronzezeit und der Wikingerzeit dominierten auf der weitgehend baumlosen Insel die Landschaft.

## Etymologie
Die Namen der meisten Grabhügel entstammen der Sylter Sagenwelt. Der Sylter Chronist und Heimatforscher C.P. Hansen begann bereits 1832, Sagen und Geschichten als Volkssagen aufzuschreiben und als Kunstsagen neu zu verfassen. Alle heute bekannten Sylter Sagen gehen auf seine Sammlung zurück. In diesen Sagen spielen die Grabhügel eine bedeutende Rolle, denn zu dieser Zeit war ihre Entstehung nicht erklärbar und sie lagen noch sehr frei in der Landschaft. Grabhügel, die keinen Namen tragen, sondern mit einer Nummer versehen sind, wurden erst mit Beginn der modernen archäologischen Landesaufnahme Schleswig-Holsteins nach 1879 entdeckt.

## Bauweise der Grabanlagen
Alle Grabhügel wurden in erstaunlich kurzer Zeit von Menschenhand erbaut. Als Baumaterial dienten im Neolithikum die auf der Geest vorkommenden Findlinge, zumeist aus Granit, die die Gletscher der Eiszeit hierhergebracht hatten. Die Steine wurden vermutlich von Ochsengespannen und/oder durch Muskelkraft über Baumstämme zu den vorgesehenen Grabstellen gezogen – möglichst bei gefrorenem Boden – und passgenau zusammengefügt. Auf diese Weise wurde ein Großsteingrab innerhalb weniger Monate errichtet.
In der Bronzezeit wurden die Körper der Verstorbenen zunächst weiterhin in Steinkisten oder Baumsärgen beigesetzt. Später setzte sich die Leichenverbrennung und Urnenbestattung durch, die anfangs ebenso in Steinkisten gebettet – später aber auch im Hügel vergraben wurden. Fanden Nachbestattungen statt, wurden die Grabhügel meistens vergrößert und erhöht.
Im Gegensatz zu den Grabhügeln der Stein- und Bronzezeit waren die Hügelgräber der Wikingerzeit mit maximal 1,5 m Höhe deutlich kleiner. Die Urne stand in einer flachen Grube unter dem Erdboden im Zentrum des Hügels.

## Geschichte

### Neolithikum
Die ersten Hünengräber stammen aus dem Neolithikum, das etwa von 4000 v. Chr. bis 1800 v. Chr. andauerte. Während des Mittelneolithikum entstanden mächtige Großstein-/ Megalithgräber, die aus großen Findlingen bestanden. Auf Sylt sind 47 Megalithgräber bekannt, wovon jedoch nur acht erhalten sind. Das eindrucksvollste und besterhaltene in ganz Deutschland ist der Denghoog in Wenningstedt.
Megalithgräber sind Kollektivgräber, die immer wieder und über einen sehr langen Zeitraum genutzt wurden. Beerdigt wurden die Körper der Toten. Häufig wurden die Gräber noch in der folgenden Epoche der Bronzezeit genutzt. Die Form der Gräber entwickelte sich von einfachen, rechteckigen Steinkammern über Dolmen, polygonale Kammern bis zu Ganggräbern. Der Gang erleichterte hierbei Nachbestattungen. Die Gräber waren mit Erde überdeckt und hatten die Form von Rund- oder Langhügeln. Umstritten ist, ob in den Gräbern die Toten direkt beerdigt wurden oder ob später nur die Knochen abgelegt worden sind.

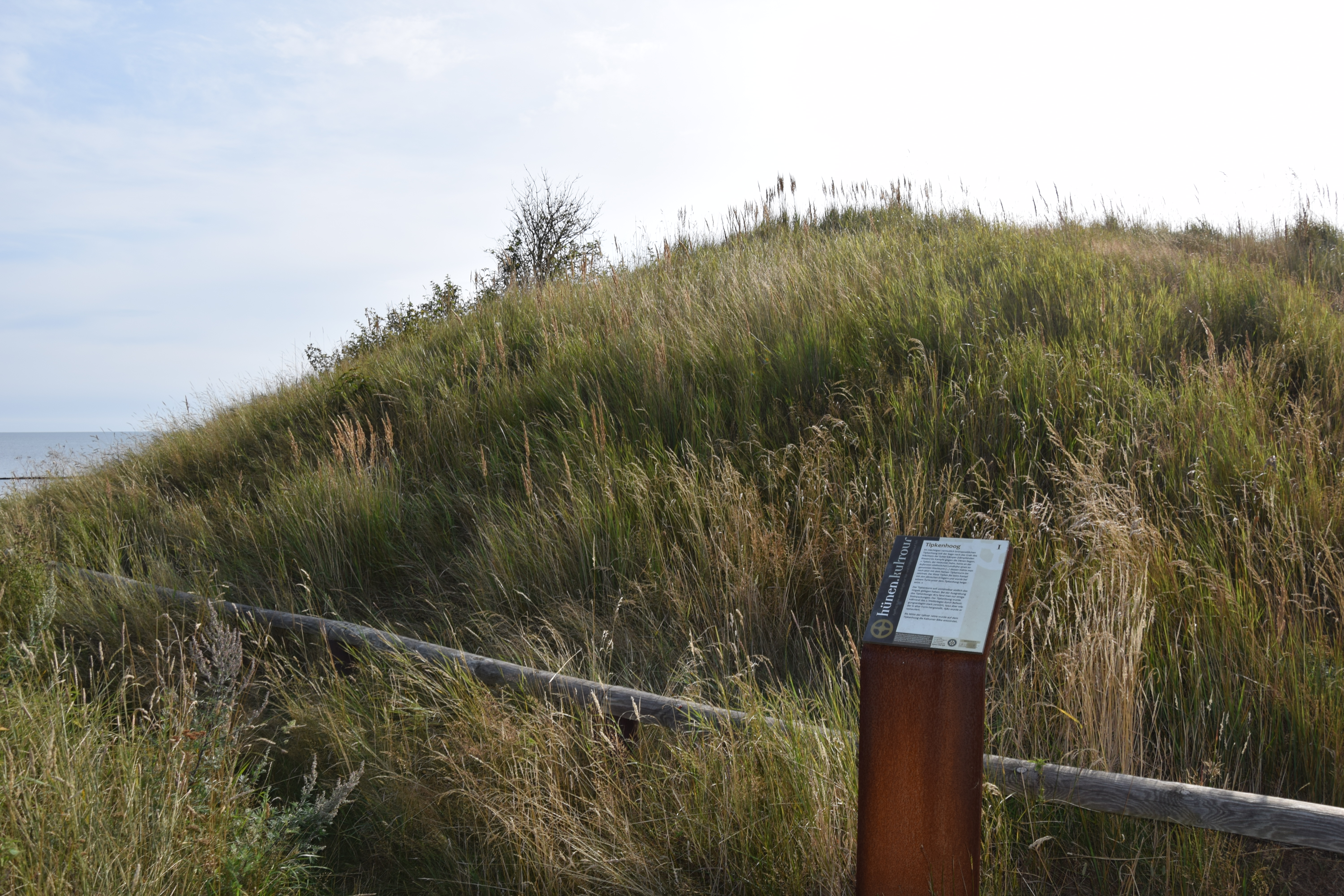
Auf dem bronzezeitlichen Tipkenhoog richtete die Marineflak im Zweiten Weltkrieg einen Beobachtungsposten ein und beschädigte den Grabhügel. Erst 1982 wurden die Trittspuren beseitigt.

### Bronzezeit
In der Bronzezeit, die auf den nordfriesischen Inseln etwa um 1800 v. Chr. begann und ca. 1000 Jahre andauerte, entstanden auf Sylt mehr als 420 Grabhügel, die jahrtausendelang das Bild der Sylter Landschaft prägten.
Zu Beginn der Bronzezeit wurden die Körper der Verstorbenen weiterhin wie im vorhergehenden Neolithikum in Steinkisten oder Baumsärgen beigesetzt. Anschließend setzte sich zunehmend die Leichenverbrennung durch. Bestattet wurden nun Urnen, weiterhin in Steinkisten oder Steinpackungen. Später wurden die Urnen auch im Hügel vergraben. Bei Nachbestattungen wurden die Grabhügel zumeist vergrößert und erhöht. In einem Grabhügel in Morsum ließen sich beispielsweise 35 Gräber nachweisen. Wertvollste Grabbeigaben während der Blütezeit in der älteren Bronzezeit waren prächtige Bronzeschwerter. Der neue Werkstoff Bronze machte es erstmals möglich Schwerter zu fertigen, womit es eine der wichtigsten Neuerungen der Bronzezeit darstellt. Besonders schöne Schwerter aus dieser Zeit wurden in reichen Männergräbern in Kampen gefunden, etwa in den Krockhoogern.

### Wikingerzeit
Die Wikingerzeit dauerte von 793 bis 1066 n. Chr. und hinterließ auch auf Sylt eine Reihe von Zeugnissen. Unter anderem zählen dazu ausgedehnte Grabhügelfelder mit einer Vielzahl von Hügeln. Erhalten ist ein solches Hügelfeld heute noch am Morsum-Kliff. Eines der imposantesten wikingerzeitlichen Zeugnisse auf Sylt ist die Tinnumburg, deren Anfänge bereits in der Zeit um Christi Geburt liegen. Der heute sichtbare Ringwall wurde dann in der Wikingerzeit über dem älteren errichtet.
Die typische Form der Bestattung zu Beginn der Wikingerzeit waren Grabhügelfelder. Die Grabhügel waren mit maximal 1,5 m Höhe deutlich kleiner als die Hügel der Bronzezeit. Sie enthielten jeweils nur eine Bestattung: Die Urne stand in einer flachen Grube unter dem Erdboden im Zentrum des Hügels. Auf Sylt sind zwei solcher Hügelfelder in Wenningstedt und Morsum bekannt. Das noch sichtbare Feld in Morsum bestand ursprünglich aus mindestens 30 Hügeln. Von den Nachbarinseln sind Hügelfelder mit weit über 100 Grabhügeln bekannt. Solche Grabhügelfelder wurden zu Beginn der Wikingerzeit angelegt. Etwa ab 900 n. Chr. endete ihre Nutzung. Dies lag vielleicht auch an einer Änderung der Begräbnisart von der Brand- zur Körperbestattung.

### Neuzeit
Von den über 530 bekannten Grabhügeln aus der Bronze- und Wikingerzeit und den fast 50 Megalithgräbern aus dem Neolithikum wurden im Laufe der Zeit große Teile zerstört. Einerseits wurden viele Gräber durch das Meer vernichtet und von Dünen begraben, andererseits wurden verstärkt ab dem 19. Jahrhundert Steine aus Grabhügeln für Bauzwecke entnommen. Eine massive Zerstörung erfolgte in den 1930er und 40er Jahren durch die Wehrmacht. Viele Grabhügel wurden durch militärische Einbauten stark beschädigt oder sogar völlig beseitigt, wie z. B. der Munkhoog in Morsum. Beim Bau des Flugplatzes 1939 wurde ein Teil der Thinghooger eingeebnet.
Das steinzeitliche Megalithgrab Harhoog ist, nachdem es 1925 entdeckt wurde, mehrfach versetzt worden. Ursprünglich befand es sich zwischen Keitum und Tinnum, musste jedoch 1954 bei der Erweiterung des Flugplatzes weichen, sodass es heute neben dem Tipkenhoog auf dem Grünen Kliff in Keitum steht. Dabei versetzte man nur die Steine der Grabkammer sowie einen magischen Steinkranz. Die Ummantelung aus Erde und Klei wurde nicht wieder angelegt.